# Petro Burmak
Petro Wasylowycz Burmak, Piotr Wasiljewicz Burmak (ukr. Петро Васильович Бурмак, ros. Пётр Васильевич Бурмак, ur. 23 kwietnia?/6 maja 1901 we wsi Błagodatnoje w powiecie mariupolskim w guberni jekaterynosławskiej, zm. 7 czerwca 1969 w Kijowie) – funkcjonariusz radzieckich służb specjalnych, generał porucznik.

## Życiorys
Urodził się w ukraińskiej rodzinie chłopskiej. Skończył 3 klasy szkoły w rodzinnej wsi, później pracował w swoim gospodarstwie, od września 1922 do sierpnia 1925 służył w Armii Czerwonej w Krasnodarze i Majkopie m.in. jako pomocnik dowódcy plutonu oddziału konwojowego. Od września 1925 do września 1927 uczył się w wojskowej szkole piechoty w Uljanowsku, od października 1927 służył w wojskach pogranicznych OGPU w Żytkowiczach (obwód homelski), od maja 1932 do maja 1936 studiował w Akademii Wojskowej im. Frunzego w Moskwie, później pracował w szkole wojsk pogranicznych NKWD w Saratowie. W czerwcu 1926 został przyjęty do WKP(b). Od lutego 1938 do lipca 1939 był naczelnikiem oddziału pogranicznego NKWD w Sławucie, od lipca 1939 do marca 1940 szefem Zarządu Wojsk Pogranicznych Zarządu NKWD obwodu czytyjskiego, od marca 1940 do lipca 1944 naczelnikiem wojsk pogranicznych NKWD okręgu zabajkalskiego (Czyta), od lipca 1944 do 30 marca 1946 szefem Zarządu Wojsk Pogranicznych NKWD Ukraińskiego Okręgu Wojskowego (Lwów), a od 30 marca 1946 do 21 stycznia 1947 szefem Głównego Zarządu Wojsk Wewnętrznych NKWD ZSRR. Od 21 stycznia 1947 do 19 maja 1951 był szefem Głównego Zarządu Wojsk Wewnętrznych MGB ZSRR, od 19 maja 1951 do 12 marca 1953 szefem Głównego Zarządu Ochrony Wewnętrznej MGB ZSRR, a od 19 marca do 19 grudnia 1953 zastępcą szefa Głównego Zarządu Wojsk Pogranicznych MWD ZSRR.

## Awanse
- major (3 sierpnia 1938)
- generał major (4 czerwca 1940; wcześniej kombrig)
- generał porucznik (17 listopada 1944)

## Odznaczenia
- Order Lenina (dwukrotnie, 25 lipca 1949 i 29 października 1949)
- Order Czerwonego Sztandaru (dwukrotnie, 3 listopada 1944 i 29 października 1948)
- Order Suworowa II klasy (21 września 1945)
- Order Bohdana Chmielnickiego II klasy (20 października 1944)
- Order Czerwonej Gwiazdy (trzykrotnie, 26 kwietnia 1940, 20 września 1943 i 24 sierpnia 1949)
- Odznaka Zasłużonego Funkcjonariusza NKWD (15 lutego 1941)

I 3 medale.